# Bach (Lot)
Bach é uma comuna francesa na região administrativa de Occitânia, no departamento de Lot. Estende-se por uma área de 21,02 km². Em 2010 a comuna tinha 180 habitantes (densidade: 8,6 hab./km²).